# ویکی لوپز
ویکی لوپز (انگلیسی: Vicky López؛ زادهٔ ۲۰۰۶ (۱۸–۱۹ سال)) بازیکن فوتبال است.